# Mandolin Wind
Mandolin Wind è una canzone di Rod Stewart. Il titolo, non facile da tradurre, si potrebbe rendere con "aria di mandolino". Nel brano, di ispirazione country, compaiono sia il banjo che il mandolino. Quest'ultimo caratterizzò in maniera suggestiva Maggie May, canzone che rese noto Rod Stewart al grande pubblico.